# Francesco Rogadeo
Francesco Rogadeo (Napoli, 8 novembre 1892 – Roma, 8 settembre 1985) è stato un ammiraglio italiano, già distintosi come ufficiale nel corso della prima guerra mondiale e poi in quello della guerra d'Etiopia dove fu comandante di comandante di Marina Massaua. Dal 6 settembre 1939 al 25 febbraio 1942 fu comandante dell'incrociatore leggero Emanuele Filiberto Duca d'Aosta, e poi ricoprì l'incarico di capo di stato maggiore del Dipartimento militare marittimo del Basso Tirreno. Nel gennaio 1947 Collocato a riposo nel gennaio 1947, fu eletto Senatore della Repubblica Italiana per il Partito Nazionale Monarchico nella seconda legislatura (7 giugno 1953-11 giugno 1958).

## Biografia

Il Duca d'Aosta in navigazione prima del conflitto.

Nacque a Napoli l'8 novembre 1892. Il padre Eustachio Rogadeo (1855-1920) era uno studioso e storico, discendente di una rinomata famiglia originaria di Ravello, del quale un ramo si era trasferito in Puglia attorno agli inizi del XIII secolo. Francesco Rogadeo studiò alla prestigiosa Accademia della Nunziatella di Napoli e nel 1912 fu ammesso a frequentare la Regia Accademia Navale di Livorno conseguendo il grado di guardiamarina, nel 1914. . Partecipò alla prima guerra mondiale imbarcato sulle navi da battaglia Vittorio Emanuele e Caio Duilio, venendo promosso tenente di vascello nel corso del 1917. Dopo la fine del conflitto, dal 1919 al 1923, fu aiutante di bandiera del comandante del Dipartimento marittimo dello Ionio e del canale d'Otranto, che aveva il suo quartier generale a Taranto, del capo di stato maggiore della Marina e del comandante del Dipartimento marittimo del basso Tirreno, che aveva il suo comando a Napoli.  Prestò successivamente servizio come comandante di torpediniere e della cannoniera Archimede. Promosso capitano di corvetta nel 1925, divenne secondo in comando dell'esploratore Leone. Dal 1926 al 1928 fu in servizio presso il Gabinetto del Ministro della Marina, e poi in Africa Orientale al comando, in successione, dei cacciatorpediniere Giuseppe Missori e Vincenzo Giordano Orsini, della nave appoggio sommergibili Alessandro Volta, e del posamine Lepanto. Tra il 1929 e il 1930 fu comandante superiore navale del Mar Rosso e di Marina Massaua. Divenuto capitano di fregata nel 1931 divenne vicecomandante dell'incrociatore pesante Trento, comandante degli allievi della Regia Accademia Navale (1932-1934), comandante del cacciatorpediniere Libeccio, e tra il 1936-1937, nuovamente comandante di Marina Massaua durante la guerra d'Etiopia. Promosso capitano di vascello nel 1937, divenne capo di stato maggiore del Comando militare marittimo di La Maddalena e poi del comando superiore di Marina Tripoli. Nell'agosto 1939 assunse il comando dell'incrociatore leggero Emanuele Filiberto Duca d'Aosta, che mantenne anche durante la seconda guerra mondiale, fino al marzo 1942, partecipando a operazioni navali e missioni di scorta a convogli. Divenuto capo di stato maggiore del Dipartimento militare marittimo del Basso Tirreno, fu promosso contrammiraglio nel dicembre 1942, e ricoprì tale incarico fino al giugno 1943. All'atto dell'armistizio dell'8 settembre 1943 si trovava a Roma assegnato al Comando superiore trasporti, venendo poi inviato a Taranto per assumere il comando del naviglio minore. Raggiunse successivamente Brindisi presentandosi al costituendo Ministero della Marina. Nell'agosto 1944 fu mandato a Roma, presso la direzione generale degli ufficiali, dove rimase fino all'agosto 1946, venendo promosso ammiraglio di divisione nel febbraio 1945. Nel gennaio 1947 fu collocato a riposo. Fu eletto Senatore della Repubblica Italiana per il Partito Nazionale Monarchico nella seconda legislatura (7 giugno 1953-11 giugno 1958). Fu membro della 4ª Commissione permanente Difesa (12 luglio 1957.11 giugno 1958), della 8ª Commissione permanente Agricoltura e Alimentazione (21 luglio 1953-19 novembre 1956; 25 settembre 1957-11 giugno 1958), della 10ª Commissione permanente Lavoro, emigrazione e previdenza sociale (20 novembre 1956 -24 settembre 1957), della
Commissione speciale per l'esame del disegno di legge per l'incremento della produttività (n. 562, membro dal 16 giugno 1954 al 14 agosto 1954), della Consultiva assicurazione obbligatoria malattie artigiani (26 febbraio 1957-11 giugno 1958) e della Commissione parlamentare consultiva per l'esame dello schema delle norme delegate sulla disciplina della circolazione stradale (27 febbraio 1958-11 giugno 1958).
Promosso ammiraglio di squadra a titolo onorifico nel 1970, si spense a Roma l'8 settembre 1985. Aveva sposato Maddalena de Riseis, figlia di Giovanni De Riseis e Maria Antonietta d'Alife Gaetani d'Aragona.

### Fonti
1. 1 2 3 4 5 6 7 8 9 10 11 12 13 14 15 16 17 18 19  Alberini, Prosperini 2016, p. 455.
2. 1 2  Senato.
3. ↑  Bitonto Live.